# 洛翁
洛翁，是西班牙埃斯特雷马杜拉巴达霍斯省的一个市镇。总面积58平方公里，总人口2650人（2001年），人口密度46人/平方公里。